# شهاب الدين النفراوي
شهاب الدين النفراوي (1044هـ - 1126 هـ 1634 - 1714 م) أحمد بن غانم (أو غنيم) بن سالم ابن مهنا، شهاب الدين النفراوي الأزهري المالكي فقيه من بلدة نفري، من أعمال قويسنا، بمصر.
نشأ بها وتفقه وتأدب وتوفي بالقاهرة.

## كتبه
منها (الفواكه الدواني - ط) ثلاثة أجزاء على رسالة ابن أبي زيد القيرواني، في فقه المالكية.
ورسالة في (التعليق على البسملة - خ) في الأزهرية، و (شرح الرسالة النورية - خ) للشيخ نوري الصفاقسي، في الأزهرية.